# Caldillo de congrio
El caldillo de congrio es un plato de la gastronomía chilena elaborado a base de congrio dorado (Genypterus blacodes) o congrio colorado (Genypterus chilensis), pescados que abundan en la costa del Pacífico sudamericano. Es internacionalmente conocido ya que fue inmortalizada en poesía por el poeta chileno Pablo Neruda, lo que fomentó en Chile su preparación, principalmente en restaurantes dedicados al turismo.

## Características
Su preparación varia de acuerdo al lugar geográfico de Chile, pero en si, es bastante uniforme. La preparación como le gustaba a Neruda es una de las formas clásica de elaborarlo.Se sirve, de preferencia, en fuentes o platones de cerámica o greda cocida (preferentemente fabricados en Pomaire) para que mantenga por más tiempo su temperatura. 
Fue uno de los platos que la presidenta de Chile, Michelle Bachelet, le ofreció al príncipe Carlos de Gales en su visita al país en marzo de 2009.El Partido Comunista chileno todos los años, en los primeros días de enero, recibe a la prensa con su tradicional caldillo de congrio, actividad con que la colectividad da la bienvenida a un nuevo año y que se realiza hace dos décadas. En esta reunión se hacen importantes anuncios para el año en curso.

## Neruda
El premio Nobel de Literatura Pablo Neruda compuso la famosa Oda al Caldillo de Congrio en su honor en el Restaurante Chez Camilo de la comuna de El Quisco.[cita requerida]